# Guillaume Ier de Poitiers-Valentinois
Pour les articles homonymes, voir Guillaume de Poitiers.
Guillaume de Poitiers († après mai 1187), dit par commodité de Poitiers-Valentinois, est un comte de Valentinois de la fin du XIIe siècle, issu de la maison de Poitiers-Valentinois.
Selon les auteurs, il est numéroté [I] (U. Chevalier, 1869) ou [II] (J. Chevalier, 1897). Les différentes hypothèses donnent un possible ancêtre, père d'Aymar/Adhémar, prénommé Guillaume.

## Biographie

### Origines
Guillaume de Poitiers se dit fils d'Aymar Ier Aymar/Adhémar,,,. Le nom de sa mère n'est pas connu. J. Chevalier (1897) rappelle que les chartes apocryphes de Bonlieu donnaient Véronique [de Marsanne] ou [de Crest] comme nom de l'épouse d'Aymar/Adhémar et les auteurs du XVIIe siècle (Chorier ou Allard) celui de Marchise ou Marquise, fille de Guignes VI dauphin.
Il a un frère, Eustache, prévôt de Valence.

### Willelmus Pictaviensis cognomine, officio vero Valentinus comes
Guillaume de Poitiers est comte de Valentinois, sans que l'on sache comment il obtient ce titre. Il est communément admis qu'il est mentionné comme comte à partir de 1158, d'après un acte du Cartulaire de Léoncel (CL).
Dans l'acte CL no VIII (non daté), il porte ce titre, « Willelmus Pictavensis, comes Valentinus ». Il informe ses officiers « qu'il a pris sous sa protection et sauf-conduit la maison de Léoncel (Liuncelli) » (Regeste dauphinois). L'acte porte un fragment de sceau équestre, de forme ronde, sur lequel figure six besans sur l'écu du chevalier.
À partir de l'extrait d'un autre acte non daté du Cartulaire de Léoncel (CL no XVIII,), Jules Chevalier (1897) débute sa notice ainsi : « Guillaume II, surnommé de Poitiers, par sa charge comte de Valentinois » (Ego Willelmus Pictaviensis cognomine, officio vero Valentinus comes). L'analyse de ces expressions lui font considérer « que le nom de Poitiers, à l'origine sorte de cognomen, est devenu le nom patronymique de la famille ». L'usage du mot charge indique « qu'à cette époque on n'avait point oublié la vraie signification du titre de comte : c'était un office, une charge publique qui par elle-même ne supposait pas la possession du sol ». Chevalier (1897) poursuit en indiquant « que la formule toute particulière dont il entourait l'énoncé de son titre, permettraient de supposer que son autorité dans le pays était de date récente et y rencontrait plus d'un obstacle ».

### Comte de Valentinois
Il est témoin lors d'un acte de confirmation (Cartulaire de Montélimar), daté de février 1060/1061, de la part de deux frères Adhémar de Montei. Son frère Eustache est également présent.
En 1163, il rend hommage et promet fidélité à l'évêque de Die, Pierre III, pour ses fiefs, les châteaux châteaux de Suze et de Gigors (Gigorz), avec leurs fortifications, ainsi que ce qu'il possède ou pourrait posséder dans le Diois,. Deux ans plus tard, il se déclare à nouveau vassale de l'évêque de Die,.
Selon un acte du Regeste dauphinois, il donne avec son frère à leur mère, Véronique, « le manse de Genevès avec tènement, bois et ramière, pour y construire l'église et le couventde Bonlieu ». J. Chevalier remet en cause l'authenticité du document, dans la mesure où il qualifie apocryphes les chartes de Bontieu.
Il épouse, en 1178, Béatrice d'Albon, fille du comte Guigues IV d'Albon,. Il pourrait avoir eu d'autres épouses. Son mariage avec Béatrice d'Albon, lui permet notamment de s'allier aux Dauphins.
Avant 1178-1188, il semble posséder une partie de Crest, en Diois.
Tout comme de nombreux grands personnages, il se trouve, à Arles, le 30 juin 1178, lors du couronnement de Frédéric Barberousse, obtenant des privilèges impériaux. Il obtient le droit de lever un péage sur le Rhône, entre Valence et Montélimar, qu'il semble détenir en fief du Dauphin. Il se trouve dans la suite de l'Empereur lorsque celui-ci se rend à Valence, à Vienne ou encore Lyon.
Lors d'une confirmation impériale des droits à l'Église de Grenoble, en 1178, il fait partie des témoins, et il est placé juste après évêque de Valence, Odon, et le duc de Bourgogne, Hugues III,.

## Famille
Guillaume de Poitiers épouse, en 1178, Béatrice d'Albon,. Ils ont un fils, Aymar II (mort vers 1250), qui épouse Philippe (Philippa) de Fay, dame de Clerieu(x),.
Certaines généalogies indiquent qu'il aurait pu avoir deux autres épouses. Une tradition donne un premier mariage avec N.N. [de Die], mais cette dernière est qualifiée de « personnage quelque peu légendaire », par Chevalier (1897). Il est ainsi envisagé qu'il aurait pu avoir deux filles, Alix et N.N., parfois dite Rixende/ Garsende/ arsinde/ Ermesinde, qui aurait épousée, vers 1180, de Géraud/Girard [I/II ?] Adhémar de Monteil (selon Europäische Stammtafeln).